# Теорема Јегорова
У математици, теорема Јегорова тврди да низ мерљивих функција који конвергира скоро свуда заправо конвергира равномерно на неком подскупу мере по жељи блиске мери целог простора.
Овај важан исказ теорије мере назван је у част руског математичара Дмитрија Фјодоровича Јегорова. Користи се у доказу теореме Лузина (Лузин је био Јегоровљев ученик).

## Исказ
Нека је (X, Σ, μ) мерљив простор коначне мере (μ(X) < ∞) и fn низ мерљивих функција који конвергира μ-скоро свуда ка f. Тада за свако ε > 0 можемо наћи подскуп Xε ⊂ X такав да је μ(Xε) < ε и да низ fn конвергира равномерно ка f на X \ Xε.
Другим речима, конвергенција скоро свуда повлачи битно јачу равномерну конвергенцију ван скупа прозвољно мале мере. Ова врста конвергенције назива се скоро равномерна конвергенција.
Означимо {\displaystyle X_{i,j}=\{x\in X:|f_{j}(x)-f(x)|<1/i}. Како {\displaystyle f_{n}\to f} скоро свуда, то постоји скуп X0 мере нула такав да је за свако i
{\displaystyle X\setminus X_{0}\subset \bigcup _{m\in {\mathbb {N} }}\bigcap _{n>m}X_{i,n}},
односно, применом де Морганових правила,
{\displaystyle \bigcap _{m\in {\mathbb {N} }}\bigcup _{n>m}(X\setminus X_{i,n})\subset X_{0}}.
Скупови {\displaystyle X_{m}^{(i)}:=\cup _{n>m}(X\setminus X_{i,n})} чине опадајући низ ({\displaystyle \cdots \supset X_{m}^{(i)}\supset X_{m+1}^{(i)}\supset \cdots }) скупова коначне мере чији је пресек према претходној једначини мере нула, те је према непрекидности мере одозго {\displaystyle \lim _{m\to \infty }\mu (X_{m}^{(i)})=0}. Посебно, можемо изабрати mi тако да је
{\displaystyle \mu (X_{m_{i}}^{(i)})<\epsilon /2^{i}}.
Нека је
{\displaystyle X_{\epsilon }=\bigcup _{i\in {\mathbb {N} }}X_{m_{i}}^{(i)}}.
Према конструкцији и пребројивој субадитивности мере је {\displaystyle \mu (X_{\epsilon })\leq \sum _{i=1}^{\infty }\mu (X_{m_{i}}^{(i)})\leq \sum _{i=1}^{\infty }\epsilon /2^{i}=\epsilon }.
fn конвергира ка f равномерно на Xε. И заиста, за дато δ > 0 можемо наћи i0 тако да је 1 / i0 < δ; тада за свако
{\displaystyle x\in X\setminus X_{\epsilon }=\bigcap _{i\in {\mathbb {N} }}\bigcap _{n>m_{i}}X_{i,n}}
Услов да је простор коначне мере је неопходан. На пример, на скупу реалних бројева са Лебеговом мером (на било алгебри Борел- или Лебег-мерљивих скупова), ако је fn карактеристична функција интервала [n, n+1], низ fn конвергира свуда (тачка-по-тачка) ка нули, али не постоји ниједан скуп коначне мере ван којег је ова конвергенција равномерна.